# Tony Hawk's Project 8
Tony Hawk's Project 8 è un videogioco sportivo incentrato sullo skateboard, il gioco è sviluppato da Neversoft, Shaba Games e Page 44 Studios. Il videogioco è stato distribuito da Activision nel 2006 per le principali piattaforme.
L'obbiettivo della modalità carriera è entrare a far parte del Project 8, la squadra di 8 skater dilettanti formata da Tony Hawk. Nel Project 8 si entra raggiungendo l'8º posto nella classifica, bisognerà cominciare però dal 200º posto, sbloccando man mano che si procede nuove aree della città in cui skateare e nuovi personaggi bonus.
Il gioco è molto longevo e coinvolgente per il continuo rinnovamento delle sfide da affrontare man mano che si procede con la carriera.